# Andrea Pininfarina
Andrea Pininfarina (n. 26 iunie 1957, Torino – d. 7 august 2008 Cambiano, Italia) a fost un inginer și manager italian, proprietarul casei de creație care îi poartă numele Pininfarina, fondată de bunicul său, Battista "Pinin" Farina în 1930. A fost fiul lui Sergio Pininfarina și a fost căsătorit cu Cristina Maddalena Pellion di Persano, având împreună 3 copii, Benedetta, Sergio și Luca.
Absolvent al Universității Politehnice din Torino, promoția 1981, secția mecanică, acesta a fost angajat un an mai târziu de compania americană Fruehauf. În 1983, Andreea s-a angajat în cadrul casei de creație Pininfarina ca Director de proiect pentru Cadillac Allanté (prima colaborare între Pinifarina si Cadillac)
1. 1 2  „Andrea Pininfarina”, Gemeinsame Normdatei, accesat în 29 aprilie 2014